# 바시키르인
바시키르인(바시키르어: башҡорттар/Başqorttar, 러시아어: Башкиры)는 러시아에 살고 있는 튀르크계 민족이다.

## 인구
인구 약 2백만(1997). 주로 러시아 바시키르 공화국에 살고 있다. 일부는 우크라이나, 카자흐스탄, 우즈베키스탄, 에스토니아, 일본에도 살고 있다.

## 역사
7~8세기, 바시키르인의 조상은 유목국가 페치니그 아래에 구성된 유목민의 일부로 통합되었는데 카스피해연안 및 북캅카스 스텝에 거주하고 있었다.

## 생활
이들은 원래 유목민이였고, 펠트로 만든 천막을 주거로 이동 생활을 하였다. 그러나 17∼19세기 러시아인들의 압력으로 유목생활을 포기하고 정주, 농업과 목축업을 겸하고 유목은 보조적으로 행해진다.

## 산업
가축은 말과 양이 중심이며, 말의 한 품종인 바시키르종을 키운다. 또한 모·가죽옷·식량 확보를 위해 양을 기른다.

## 문화
주요 종교는 이슬람교와 러시아 정교회이며 언어는 바시키르어를 쓴다. 바시키르어는 튀르크어족에 속하며, 볼가르킵차크어파와 관계가 있다.